# ピチューブラザーズミニ
『ピチューブラザーズミニ』は、任天堂の子会社である株式会社ポケモンより2002年8月9日に発売されたポケモンミニ用ゲームソフト。

## 概要
『ポケモンパーティミニ』と同様に、6種類のミニゲームを収録。
ポケモンアニメ短編『ピチューとピカチュウ』『ぼくたちピチューブラザーズ』に登場したピチュー兄弟がメインキャラクターとなり、パッケージにもアニメ版のイラストが使われている。

## ミニゲーム
スケボーピチュー
スケートボードに乗ったピチュー（弟）を、本体のシェイク（降る）でジャンプさせながら進めていく。転ぶとゲームオーバーになり、ピチュー（兄）が駆け寄ってくる。
ブビィねつききゅう
熱気球に乗ったブビィを10秒ピッタリに着地させる。距離が足りない時はシェイクで調整できる。
ハネッコジャンプ
Cボタンを押してハネッコの力を溜め、本体の振動が一番強くなった時を見計らってボタンを離しジャンプさせる。
ヒメグマふるふるフルーツ
本体を3回ずつシェイクして、ヒメグマにフルーツを食べさせる。
ムチュールてんしのキッス
3つの穴から出るディグダに素早くキッスをする。
カラカラホネこんぼう
本体シェイクで、ホネこんぼうをキャッチボールのように投げ合う。2人対戦プレイのほか、1人用の「れんしゅう」モードもある。
しんけんしょうぶ
制限時間内に上記のミニゲームを遊び総得点を競うモード。2～10人対戦プレイのほか、1人用の「だんいにんていせん」モードもある。
ポケモンクロック
時計モード。アラーム・ストップウォッチも付属。